# Апий Клавдий Крас (консул 349 пр.н.е.)
Вижте пояснителната страница за други личности с името Апий Клавдий Крас.
Апий Клавдий Крас Инрегиленсис (на латински: Appius Claudius Crassus Inregillensis) е консул на Римската република през 349 пр.н.е.

## Биография
Произлиза от фамилията Клавдии. Внук е на децемвира Апий Клавдий Крас Инрегиленсис Сабин и син на Апий Клавдий Крас (трибун 403 пр.н.е.).
Клавдий Крас е противник на Leges Liciniae Sextiae и допускането на плебеите да заемат консулски пост. През 362 пр.н.е. той е диктатор и побеждава херниките. Умира по време на службата си като консул през 349 пр.н.е.